# Списак центара за културу у Србији
Списак центара за културу у Србији даје преглед значајнијих културних центара, домова културе, домова омладине, студентских културних центара и сродних установа културе на територији Републике Србије. Ове институције играју важну улогу у културном животу локалних заједница, пружајући простор за различите уметничке, образовне и друштвене активности.

## Домови културе
Домови културе су традиционално мултифункционалне установе у градовима и мањим местима, које организују различите културне програме.
- Дом културе "Студентски град" (Београд)
- Дом културе "25. мај" Долово (Долово)
- Дом културе Пирот (Пирот)
- Дом културе Пријепоље (Пријепоље)
- Дом културе Србобран (Србобран)
- Дом културе Грачаница (Грачаница)
- Дом културе Чачак (Чачак)
- Дом културе Књажевац (Књажевац)
- Дом културе Ивањица (Ивањица)
- Дом културе Сивац (Сивац)
- Дом културе Бачка Топола (Бачка Топола)
- Дом културе Стари Костолац (Костолац)
- Дом културе Печењевце (Печењевце)
- Дом културе "Војислав Илић" Горњи Милановац (преименован у Културни центар Горњи Милановац)

## Домови омладине
Домови омладине су установе културе првенствено усмерене на програме за младе.
- Дом омладине Београда (Београд)[1]
- Дом омладине Вршац (Вршац)
- Дом омладине Крагујевац (Крагујевац)
- Дом омладине Панчево (Панчево)
- Дом омладине Суботица "Склониште" (Subotica)

## Културни центриицентри за културу
Културни центри и центри за културу су често синоними за установе које реализују разноврсне културне програме.
- Културни центар Апатин (Апатин)
- Културни центар Београда (КЦБ) (Београд)[2]
- Ромски културни центар Врањска Бања (Врањска Бања)
- Културни центар Врбас (Врбас)
- Културни центар "Војислав Илић" Горњи Милановац (Горњи Милановац)
- Културни центар Зрењанина (Зрењанин)
- Културно-информативни центар Кисач (Кисач)
- Културни центар Крушевац (КЦК) (Крушевац)
- Културни центар Лесковац (Лесковац)
- Нишки културни центар (НКЦ) (Ниш)
- Културни центар "Дамад" Нови Пазар (Нови Пазар)
- Културни центар Новог Сада (КЦНС) (Нови Сад)
- Културни центар Панчева (Панчево)
- Културни центар Параћин (Параћин)
- Културни центар Пожега (Пожега)
- Културни центар "Брана Црнчевић" Рума (Рума)
- Културни центар "Лаза Костић" Сомбор (Сомбор)
- Културни центар Шабац (Шабац)
- Културни центар "Рибница" Краљево (Краљево)
- Културни центар општине Темерин (Темерин)[3]
- Центар за културу Барајево (Барајево)
- Центар за културу Бор (Бор)
- Центар за културу Ваљево (Ваљево)
- Центар за културу Пожаревац (Пожаревац)
- Културни центар Кикинда (Кикинда)
- Центар за културу Ковин (Ковин)
- Центар за културу Лазаревац (Лазаревац)
- Центар за културу "Вук Караџић" Лозница (Лозница)
- Центар за културу Нишка Бања (Нишка Бања)
- Центар за културу Сопот (Сопот)
- Центар за културу Смедерево (Смедерево)
- Центар за културу Стара Пазова (Стара Пазова)

## Студентски културни центри
Студентски културни центри (СКЦ) су намењени првенствено студентима, али су отворени и за ширу публику, nudeći програме из области савремене уметности, музике, филма, позоришта и образовања.
- Студентски културни центар Београд (СКЦ Београд)[4]
- Студентски културни центар Крагујевац (СКЦ Крагујевац)
- Студентски културни центар Ниш (СКЦ Ниш)
- Студентски културни центар Нови Сад (СКЦНС)

## Остале врсте центара за културу
- Дечји културни центар Београд (ДКЦБ): Специјализована установа за дечје стваралаштво и културне програме за децу.[5]
- Независни културни центри и простори: Попут некадашњег Културног центра Рекс или Магацина у Краљевића Марка у Београду, који пружају платформу за алтернативне и експерименталне уметничке праксе.